# Lesotho
Lesotho (wcześniej Basuto) – państwo w południowej Afryce, będące enklawą w Republice Południowej Afryki.

## Geografia
- Powierzchnia całkowita: 30 355 km²
- Długość granic: 909 km

Lesotho jest jedynym krajem na świecie położonym w całości na wysokości ponad 1000 m n.p.m. Wzdłuż granicy południowo-wschodniej rozciąga się pasmo Gór Smoczych (najwyższy szczyt – Thabana Ntlenyana 3482 m n.p.m.), na północy zaś Maloti, z którego wypływa główna rzeka Oranje.
W kierunku zachodnim krajobraz zmienia się z górzystego na wyżynny. Klimat zwrotnikowy, z temperaturą i opadami zmodyfikowanymi położeniem n.p.m., w górach mroźne zimy z opadami śniegu, na niżej położonych terenach ciepło i wilgotno.
Naturalną szatę roślinną stanowi sawanna, na stokach gór roślinność trawiasta, w wysokich górach alpejska. Świat zwierzęcy reprezentują m.in.: antylopy, zające i różne gatunki gadów.

## Historia
Najstarszymi mieszkańcami współczesnego Lesotho byli Buszmeni. Ludność buszmeńska przybyła tu prawdopodobnie w I tysiącleciu p.n.e. Od VIII wieku n.e. postępował napływ ludów Bantu, który zepchnął Buszmenów na południowy zachód. W XIX wieku obszar opanował lud Soto, który po pokonaniu innych plemion i Burów utworzył silne państwo Basuto pod wodzą króla Moshoeshoe I. W obliczu ciągłego zagrożenia ze strony Burów, monarcha około 1843 roku oddał swoje państwo pod opiekę Wielkiej Brytanii. W latach 60. XIX wieku Basuto utraciło połowę terytorium w wyniku wojny z Oranią. Brytyjczycy w obliczu klęski militarnej Basuto, anektowali kraj w 1868 roku tworząc protektorat Basutolandu. W 1871 roku kraj włączono do Kolonii Przylądkowej. W latach 1879–1881 miał miejsce antykolonialny bunt. W 1884 roku utworzono odrębny brytyjski protektorat Basuto, w którym władza należała do miejscowych wodzów.
W 1959 roku uchwalono konstytucję Basutolandu. W 1965 roku kraj zyskał autonomię wewnętrzną. W tym samym roku odbyły się wybory, zakończone sukcesem Narodowej Partii Basuto (BNP), drugą co do wielkości partią w parlamencie okazała się być Partia Sotho (BCP). W 1966 roku Wielka Brytania za przyzwoleniem RPA nadała Basutolandowi niepodległość. Nowe państwo znane jako Królestwo Lesotho funkcjonowało odtąd jako monarchia konstytucyjna z dwuizbowym parlamentem. Królem został Moshoeshoe II, niemniej jednak faktycznym przywódcą był premier Leabua Jonathan. Nowo utworzony kraj zdominowała walka o wpływy pomiędzy popieranym przez BCP królem a rządem.
W 1970, po przegranych wyborach parlamentarnych, premier Jonathan przeprowadził zamach stanu i wprowadził stan wyjątkowy. Rząd zawiesił konstytucję, represjonował opozycję i ograniczył władzę monarszą. W 1973 roku w wyniku porozumienia rządu z królem powołano tymczasowy parlament. Organ otwarcie krytykował obowiązujący w sąsiednim RPA apartheid. Od 1979 trwały walki z partyzantką opozycyjną, Armią Wyzwolenia Lesotho (LLA) będącą militarnym skrzydłem BCP.
O ile Jonathan początkowo popierał rozwijanie współpracy z RPA to w latach 70. i 80. podjęto nieudane próby uniezależnienia się gospodarczego od sąsiada (65% dochodów państwa pochodzi z unii celnej z RPA). Lesotho wsparło nadto antyapartheidowską opozycję, a na obszarze kraju uruchomiono bazy szkoleniowe Afrykańskiego Kongresu Narodowego (ANC). W grudniu 1982 roku na obszar królestwa wkroczyły oddziały sił specjalnych Południowej Afryki, ich celem była likwidacja celów ANC. Bezradny rząd ograniczył się do wystosowania not protestacyjnych. Stosunki między państwami pogorszyły się w 1983 roku gdy premier ogłosił, że obydwa kraje znajdują się w stanie wojny, a pogorszyły się jeszcze bardziej gdy Lesotho odrzuciło podpisanie z RPA traktatu o nieagresji. W odpowiedzi rząd apartheidu skonfiskował ładunki broni przeznaczone dla armii Lesotho, zagroził sankcjami oraz wstrzymał pomoc gospodarczą. Relacje chwilowo ociepliły się w 1984 roku gdy kraj opuściły grupy bojowników ANC. W 1986 roku RPA wprowadziła blokadę gospodarczą Lesotho.
Sankcje nałożone przez RPA skłoniły wojsko do przeprowadzenia w 1986 roku zamachu stanu. Pucz przeprowadził sprzyjający RPA, generał Justin Metsing Lekhanya. Generał przywrócił władzę królowi Moshoeshoe II i rozpoczął rządy junty militarnej. Reżim zabronił otwartej działalności politycznej, deportował uchodźców południowoafrykańskich, w zamian za co RPA zniosła blokadę. Lesotho zacieśniło współpracę polityczną i gospodarczą z RPA. Napięcie wewnętrzne wzrastało, junta zamieszana była w szereg zabójstw. Także gospodarka słabła co związane było z pogłębiającym się kryzysem gospodarczym w RPA. W 1990 roku narasta spór w grupie rządzącej. Wówczas król zostaje obalony po raz kolejny i udaje się na emigrację. Nowym królem zostaje jego syn Mohato, przyjmując imię Letsie III. Nowy monarcha nie ma władzy politycznej. Rok później generał Lekhanya zostaje zmuszony do ustąpienia, władzę obejmuje pułkownik Elias Ramaem. Nowy rząd rozpoczął proces demokratyzacji, zniósł zakaz działalności politycznej, obiecał uchwalenie konstytucji i przeprowadzenie wolnych wyborów. W maju 1991 roku dochodzi do rozruchów w Maseru.
Kryzys gospodarczy wynikający z długoletniej suszy, braku terenów pod uprawę i przeludnienia, przyczynił się do wygrania wyborów parlamentarnych z 1993 roku przez opozycyjną BPC. Opozycja pod przywództwem Mokhehle utworzyła rząd cywilny. W 1995 roku król Moshoeshoe II powrócił z emigracji do kraju i przejął rządy. Po śmierci Moshoeshoe II w styczniu 1996 roku królem ponownie został Letsie III. W 1997 roku urzędujący premier Mokhehle zakłada nową partię Lesotho Congress for Democracy (LCD). LCD odnosi sukces wyborczy w 1998 roku, uzyskując 79 na 80 miejsc w parlamencie. Nowym premierem zostaje Bethuel Pakalitha Mosisili. Opozycja kwestionuje wybory, a w kraju ponownie dochodzi do zamieszek. Obawiając się puczu zbrojnie interweniowały RPA i Botswana, które wraz z Zimbabwe są od 1994 roku gwarantem stabilizacji kraju. Interwencja zbrojna przywróciła do władzy demokratycznie wybrany rząd. W 1999 roku obce wojska wycofały się, pozostawiając doradców. Na początku 2002 roku wprowadzono poprawki do konstytucji z 1993 roku. W 2002 roku odbyły się wybory parlamentarne, w których ponownie sukces odniósł LCD a Mosisili utrzymał stanowisko premiera. Międzynarodowi obserwatorzy uznali wybory za wolne i demokratyczne, opozycja jednak ponownie zakwestionowała ich wynik. W 2005 roku odbyły się pierwsze powszechne wybory na szczeblu lokalnym.

## Demografia
| 2006                     | 2006                               |
| ------------------------ | ---------------------------------- |
| Liczba ludności          | 2 022 331                          |
| Ludność według wieku     |                                    |
| 0 – 14 lat               | 36,8%                              |
| 15 – 64 lat              | 58,3%                              |
| ponad 64 lata            | 4,9%                               |
| Wiek (mediana)           |                                    |
| W całej populacji        | 20,3 lat                           |
| Mężczyzn                 | 19,7 lat                           |
| Kobiet                   | 21 lat                             |
| Przyrost naturalny       | −0,46%                             |
| Współczynnik urodzeń     | 24,75 urodzin / 1000 mieszkańców   |
| Współczynnik zgonów      | 28,71 zgonów / 1000 mieszkańców    |
| Współczynnik migracji    | −0,68 migrantów / 1000 mieszkańców |
| Ludność według płci      |                                    |
| przy narodzeniu          | 1,03 mężczyzn/kobiet               |
| poniżej 15 lat           | 1,01 mężczyzn/kobiet               |
| 15 – 64 lat              | 0,94 mężczyzn/kobiet               |
| powyżej 64 lat           | 0,66 mężczyzn/kobiet               |
| Umieralność noworodków   |                                    |
| W całej populacji        | 87,24 śmiertelnych / 1000 żywych   |
| płci męskiej             | 92,04 śmiertelnych / 1000 żywych   |
| płci żeńskiej            | 82,28 śmiertelnych / 1000 żywych   |
| Oczekiwana długość życia |                                    |
| W całej populacji        | 52,86 lat                          |
| Mężczyzn                 | 52,76 lat                          |
| Kobiet                   | 52,97 lat                          |
| Rozrodczość              | 3,28 urodzin/kobietę               |

### Struktura etniczna
| Grupa etniczna | Język             | Liczebność w tys. | Procent ludności |
| -------------- | ----------------- | ----------------- | ---------------- |
| Soto           | Język sotho       | 1763              | 80,87%           |
| Zulusi         | Język zulu        | 328               | 15,05%           |
| Phuthi         | Język phuthi      | 52                | 2,39%            |
| Khosa          | Język khosa       | 24                | 1,1%             |
| Chińczycy      | Język mandaryński | 5,2               | 0,24%            |

### Religia
Struktura religijna kraju w 2014 roku, według CIA The World Factbook:
- protestanci – 47,8%:
  - zielonoświątkowcy – 23,1%,
  - Kościół Ewangeliczny Lesotho – 17,3%,
  - anglikanie – 7,4%,
- katolicy – 39,3%
- inni chrześcijanie – 9,1%,
- inne religie – 1,4%,
- brak religii – 2,3%.

## Ustrój polityczny
Lesotho jest niepodległą monarchią konstytucyjną w ramach Wspólnoty Narodów. Obowiązuje konstytucja z 2 kwietnia 1993 r. Głową państwa jest król (monarchia dziedziczna). Władza ustawodawcza należy do dwuizbowego parlamentu: Zgromadzenie Narodowe (izba niższa, 80 członków wybieranych na 5-letnią kadencję) i Senat (izba wyższa, składa się z 22 wodzów plemiennych lub ich przedstawicieli oraz 11 senatorów wybieranych przez króla). Władza wykonawcza należy do rządu z premierem na czele. W Lesotho obowiązuje system wielopartyjny. Główna partia to Kongresowa Partia Basuto (BCP), założona w 1952 r.

## Podział administracyjny
Lesotho jest podzielone na 10 dystryktów:
- Berea
- Butha-Buthe
- Leribe
- Mafeteng
- Maseru
- Mohale’s Hoek
- Mokhotlong
- Qacha’s Nek
- Quthing
- Thaba-Tseka

## Gospodarka
Lesotho jest silnie powiązana z Południową Afryką, jednak różnice społeczne i etniczne są znaczne. Tylko niewielka część ziemi nadaje się pod uprawę, głównie kukurydzy, sorgo, pszenicy, fasoli. Dużą rolę odgrywa hodowla kóz angorskich, dostarczających wysokogatunkowej wełny – moheru. Przedmiotem eksportu do RPA jest słodka woda, a projektowana w górach zapora i elektrownia wodna na rzece Oranje ma dostarczyć tym państwom również elektryczności.
Słabo rozwinięty przemysł ograniczony jest do przetwórstwa spożywczego i zakładów odzieżowych. Znaczna liczba obywateli Lesotho pracuje w RPA, a ich zarobki, oprócz dochodów z turystyki, stanowią znaczącą pozycję w budżecie państwa.